# Mesida argentiopunctata
Mesida argentiopunctata là một loài nhện trong họ Tetragnathidae.
Loài này thuộc chi Mesida. Mesida argentiopunctata được miêu tả năm 1916 bởi Rainbow.